# الخط الزمني للعلوم والهندسة في العالم الإسلامي
يغطي الخط  الزمني للعلوم والهندسة في العالم الإسلامي الحقبة الزمنية من القرن الثامن الميلادي إلى القرن التاسع عشر، حيث أُدخِل العلم الأوروبي إلى العالم الإسلامي -مع العلم أن جميع تواريخ السنة دونت وفقا للتقويم الميلادي إلا ما كتب كملحوظة-.

## القرن الثامن
- 721 - 815 علم الكيمياء، صناعة الزجاج: العالم جابر بن حيان، الكيميائي الأول منتج حمض الكبريتيك، فضلا عن العديد من المواد والأدوات الكيميائية الأخرى. فقد كتب عن تلوين الزجاج عن طريق إضافة كميات صغيرة من الأكاسيد الفلزية إليه، مثل: ثاني أكسيد المنغنيز. حيث أعتبر ذلك تقدما جديدا في صناعة الزجاج لم يعرف من قبل. وكتب أيضا عن حمض النتريك في كتاب الخواص الكبير الصادر من مكتبة الحكمة؛ ومن أعماله كذلك كتاب الإستتمام وغيرها.
- 780 - 850 – علم الرياضيات: أسس العالم محمد بن موسى الخوارزمي 1*«حساب الجبر والمقابلة» وهو ما يعرف أيضاً باسم الجبر.

## القرن التاسع

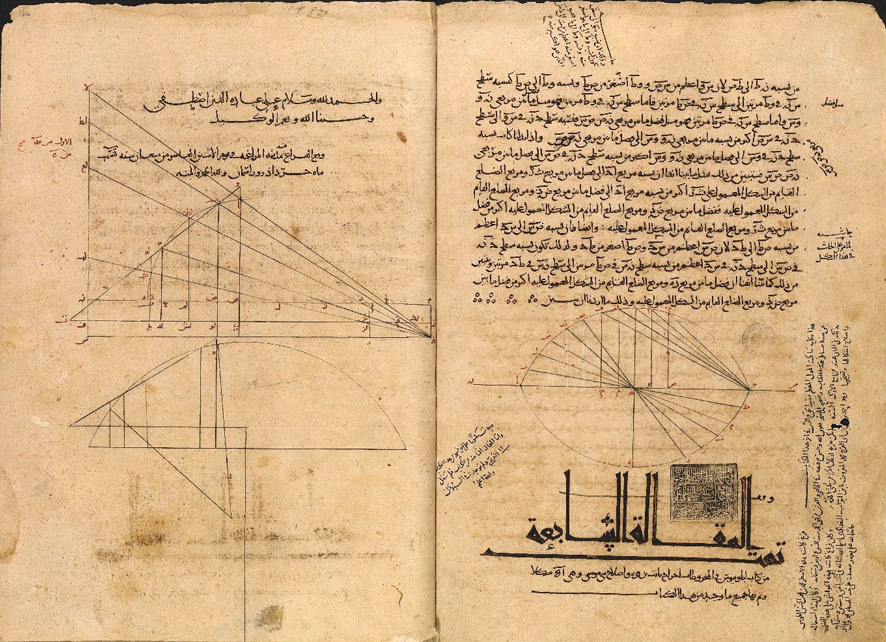
أبولونيوس البرغاوي مؤلف كتاب «الجيومترية العظيمة»، الذي ترجم إلى اللغة العربية في القرن التاسعز

- . 810 انشاء مكتبة بيت الحكمة التي شيدت في بغداد. حيث ساهمت في ترجمة الكثير من الأعمال إلى اللغة العربية في عدة مجالات مختلفة مثل: الرياضيات والفلك اليونانية والهندية.
- 801 - 873 علم الكيمياء: كتب العالم يعقوب بن إسحاق الكندي في كتابه «كيمياء العطور والتصعيدات» عن إضافة نسبة من الكحول لمياه الورود مما يعطي 107 رائحة مختلفة من العطور.
- 810 – 887 أنشأ العالم أبو القاسم عباس بن فرناس نموذجاً يحاكي النظام الشمسي في حركة الكواكب والنجوم. ومن انجازته بأنه طور آلة لتقطيع البلورات. وقد ذكرت أحد الرويات بعد سبعة قرون من وفاتة بأنه أصيب بجروح خلال تجربته باستخدام جناحين للطيران.
- 826 - 901 علم الرياضيات: درس العالم ثابت بن قرة في بيت الحكمة ببغداد على يد الأخوان ابنيً موسى.حيث ابتكر قاعدة 2*«الأعداد المتحابة». وطورها البغدادي بتهجئة مختلفة في عام980.
- 854 - 930 علميَ الكيمياء والطب: كتب العالم أبو بكر محمد بن يحيى بن زكريا الرازي عن النفط وفسره أكثر في كتابه «كتاب سر الأسرار».حيث كتب عن القلويات والصودا الكاوية والصابون والجليسرين، وأعطى كذلك وصفاً عن الطرق والأدوات المستخدمة للعلاج في كتاب «الأسرار» وذلك في عام 925 . وقد ذكر أيضاً بأنه لايجب أن يقال للمرضى حقيقة حالتهم الصحية حتى لايؤثر خوفهم أو يأسهم على عملية الشفاء. وقد عرف عن الرازي بالفطنة وذلك ما ظهر عندما أراد اختيار موقعاً لبناء مستشفى في بغداد، حيث وزع قطعاً من اللحم الطازج في أرجاء المدينة، فأختار الموقع الذي أخذ فيه اللحم أطول فترة للتعفن.

## القرن العاشر
- بحلول هذا القرن، أستخدمت ثلاثة أنظمة عد في العالم العربي. أولها، نظام العد الإصبعي، تكتب الأعداد بالكلمات وهي ما تستخدم عادة في مجال الأعمال. ويأتي ثانياً: النظام الستيني التي جائت أساساً من البابليين، وهي أعداد يدل عليها باستخدام الأبجدية العربية واستخدمها في السابق علماء الرياضيات العرب في المجالات الفلكية.و آخرها النظام العشري (نظام العد الهندي)، وهو استخدام مجموعات مختلفة من الرموز. ففي البداية كان يتطلب حسابها استخدام3*اللوحة الغبارية  والتي «تتطلب تحريك الأرقام عند الحساب ودمجها مع بعضها البعض والأستمرار على هذا النهج حتى الأنتهاء».
- 920 علم الرياضيات: العالم أبو الحسن أحمد بن إبراهيم الإقليديسي.عدل الطرق الحسابية لنظام العد الهندي لإمكانية استخدامها مع الورق والقلم.بدلاً من استخدام لوحة الغبار في الحساب.
- 940علم الرياضيات: كتب أبو الوفا البزجاني. العديد من الاطروحات للحساب بنظام العد الاصبعي، وكان خبيرًا أيضاً في نظام الأرقام الهندية. حيث قال عن نظام العد الهندي: بأنه «لم يُطبق في مجالات الأعمال وبين سكان الخلافة الشرقية لفترة طويلة». وقد تمكن أبو وفا من استخراج الجذور باستخدام نظام العد الهندي.
- 957 علم الكيمياء: كتب أبو الحسن علي المسعودي عن ردة فعل المياه القلوية مع الُزاج؛ حيث أن المياه أخرجت حمض الكبريتيك.
- 980 علم الرياضيات: درس البغدادي متغيرا طفيفا لنظرية ثابت بن قرة عن الأعداد المتحابة. وقارن بين الثلاثة أنظمة المستخدمة في العد والحساب في المنطقة خلال تلك الفترة.

## القرن الحادي عشر
- 1048 - 1131 علم الرياضيات: العالم عمر خيام. عالم الرياضيات الفارسي والشاعر. «أعطى تصنيفا كاملا للمعادلات مكعب مع حلول هندسية وجدت من خلال المقاطع المخروطية المتقاطعة». الجذور المستخرجة باستخدام النظام العشري (نظام الأرقام الهندية).

## القرن الثاني عشر
- 1100-1165 رسم الخرائط: محمد الإدريسي، ويعرف أيضا باسم الشريف الإدريسي في الأندلس وصقلية. حيث رسم خرائطاً من أكثر الخرائط تقدماً في العالم القديم.
- 1130-1180 علم الرياضيات: السموأل بن يحيى المغربي. من أهم الأعضاء في مدرسة الكراجي للجبر. عَرف الجبر بأنه: «هو علم يقوم على إحلال الرموز محل الأعداد المجهولة أوالمعلومة».
- 1135 علم الرياضيات: شرف الدين الطوسي حذا حذو العالم *4عمر الخيام في الجبر والهندسة، بدلا من متابعتة للتطور العام الذي ظهر في مدرسة الكراجي للجبر. حيث كتب أطروحة عن المعادلات المكعبة والتي تمثل مساهمة أساسية لنوع آخر من الجبر يهدف إلى دراسة المنحنيات عن طريق المعادلات، وهنا بدأ ظهور الهندسة الجبرية". 
[بحاجة لرقم الصفحة]

## القرن الثالث عشر
- الهندسة الميكانيكية: وصف إسماعيل الجزري 100 جهاز ميكانيكي، 80 منها عبارة عن سفن خدعة من مختلف الأنواع، مع تعليمات حول كيفية بناؤها
- دواء؛ المنهج العلمي: ابن النفيس (1213-1288) الطبيب الدمشقي والتشريح. اكتشف نظام الدورة الدموية الصغرى (الدورة التي تنطوي على البطينين للقلب والرئتين)، ووصف كيفية التنفس وعلاقته بالدم وكيفية تغذيته على الهواء في الرئتين. يتبع مسار "طريث استدلالي" من نظام الدورة الدموية الصغرى: حيث  "يتم تنقية الدم في الرئتين لاستمرار الحياة والحفاظ على الجسم وقدرته على العمل". خلال فترة وجوده، كان الرأي المشترك هو أن الدم ينشأ في الكبد ثم ينتقل إلى البطين الأيمن، ثم إلى أجهزة الجسم. وكان هناك رأي آخر معاصر هو أن يصفى الدم من خلال الحجاب الحاجز حيث يخلط مع الهواء القادم من الرئتين. وقد رفض ابن النفيس كل هذه الآراء بما في ذلك آراء جالينوس وابن سينا.ولا يزال هناك مثال على الأقل في المخطوطة. وأوضح ويليام هارفي نظام الدورة الدموية دون الإشارة إلى ابن النفيس في 1628.حيث استطاع ابن النفيس دراسة التشريح المقارن في كتاب "شرح تشريح القانون" لابن سينا "الذي يتضمن سطور، واستشهادات من المصادر. وشددت على شدة التحقق من خلال القياس والمراقبة والتجربة. خضع الحكمة التقليدية من وقته لمراجعة نقدية والتحقق من ذلك مع التجربة والمراقبة، والتخلص من الأخطاء.
- علم الكيمياء: يصف الجوبري تحضير مياه الورد في كتاب «كتاب الإفصاح المختار عن الأسرار» (كتاب كاشف الأسرار).
- علم الكيمياء؛ المواد؛ صناعة الزجاج: مخطوطة عربية حول صناعة الأحجار الكريمة والماس الكاذبة. يصف أيضا الأرواح من الشب، والأرواح من سالتبيتر والأرواح من الأملاح (حمض الهيدروكلوريك).
- علم الكيمياء: مخطوطة عربية مكتوبة بالخط السرياني تعطي وصفا للمواد الكيميائية المختلفة وخصائصها مثل حامض الكبريتيك، سال أمونيا، سالتبتري واللزاج.
- علم 1260 الرياضيات: فدم العالم كمال الدين الفارسي دليلا جديدا على نظرية ثابت بن قرة، وأفكارا هامة تتعلق بالتحليل والتوافقيات، كما دمج الرقمان المتحابان 17296، 18416 اللذان طالما نسبا إلى العالمان ثابت بن قرة وبير دي فرما.

## القرن الرابع عشر
1380-1429 علم الرياضيات: ساهم العالم غياث الدين بن مسعود بن محمد الكاشي. في تطوير الكسور العشرية لتقريب الأرقام الجبرية، والحقيقية مثل "باي"، فمساهمته في الكسور العشرية كانت كبيرة وعديدة لذلك نُعتَ بالمخترع - بالرغم من أنه ليس هو من أبتكره- ، ألقى الكاشي خوارزمية لحساب الجذور النونية لأي عدد اوالتي أعتمدت بعد قرون عديدة على يد كلا من روفيني وهورنر ".

## القرن الخامس عشر
- الرياضيات: استخدم ابن البنا والقلصادي رموزا في الرياضيات –لا يعرف متى بدأ استخدامها بالضبط- ولكن، قيل  بأنها كانت تستخدم قبل قرن على الأقل من استخدامهما لها .
- علم الفلك والرياضيات: ابن مسعود (غياث الدين ولد جمشيد بن محمد بن مسعود الكاشي، د 1424 أو 1436). كتب عن النظام العشري والحساب كما أنه لاحظ كسوف الشمس من 809AH، 810AH و 811AH، بعد أن دعاه أولوغ بيك في سمرقند لمتابعة دراسته للرياضيات والفلك والفيزياء. اما مؤلفات ابن مسعود تشمل «مفتاح الحُسًاب» و «الاكتشافات في الرياضيات» و «النقطة العشرية» و «فوائد الصفر» حيث يحتوي الكتاب الأخير على مقدمة تليها خمس مقالات: عن حساب العدد الكامل؛ والحساب الكسري وايضا عن علم ألأجرام وعن المناطق؛ وعن إيجاد المجاهيل. كما كتب كذلك عددًا من الرسائل مثل: «الوتر والجيب» و «المحيطية» حيث وجد ان نسبة محيط الدائرة إلى قطرها والذي يقدر إلى ستة عشر منزلة العشرية.كم أنه صنع * 7 أداة وألًفَ رسالة بعدها تسمى «نزهة الحدائق» لتوضيح طريقة عملها واستخدمها في مرصد سمرقند لتجميع التقويم الفلكي، وحساب كسوف الشمس وخسوف القمر. اما كتاب «الزيج الخاقاني» ففيه كتب عن التقويم الفلكي وجداول رياضية وتصحيحات لزيج الأيلخاني في أطروحته «إيجاد جيب الدرجة الأولى».

## القرن السادس عشر
- الطيران: في عام 1648 استشهد جون ويلكنز بوسبيك، السفير النمساوي في إسطنبول 1554-1562، حيث سجل عن محاولة «الترك في إسطنبول» للطيران.

## القرن السابع عشر
- الرياضيات: اكتشف عالم الرياضيات العربي محمد باقر يازدي الزوجين من الأرقام الودية 9,363,584 و 9,437,056 التي كان له الفضل المشترك مع ديكارت.

## الحاشية
- 1* (حساب التفاضل والتكامل)
- 2* الأعداد المتحابة: هما عددان صحيحان طبيعيان مختلفان حيث يساوي مجموع القواسم النظيفة لأحد العددين+ العدد الثاني.
- 3* لوحة متنقلة يستخدم الغبار فيها للكتابة والحساب (تشابة سبورة الطباشير).
- 4* غياث الدين أبو الفتوح عمر بن إبراهيم الخيام (كان والده يعمل في صنع الخيام لذلك لقب بالخيًام.
- 5* محمد طارق بن شاه رخ
- 6* مرصد فلكي يقع في أوزباكستان أنشئ لتعيين مواعيد الشمس على مدار السنة.
- 7*أداة طبق المناطق للحصول على تقاويم الكواكب وعرضها.

### الاستشهادات
1. Arabic Mathematics at the University of St-Andrews, Scotland نسخة محفوظة 19 مايو 2018 على موقع واي باك مشين.
2. Rashed، R (1994). The development of Arabic mathematics: between arithmetic and algebra. London, England.{{استشهاد بكتاب}}:  صيانة الاستشهاد: مكان بدون ناشر (link)